# 吉村夏枝
吉村 夏枝（よしむら なつえ、1973年8月19日 - ）は、日本の元アイドル歌手、女優、タレント。島根県出身。血液型はO型。身長160cm。所属はソニー・ミュージックアーティスツ→オーガストクラブ

## 来歴・人物
乙女塾1期生。1990年に加藤貴子・山本京子とともに、アイドルグループ「Lip's」を結成。シングル4枚・アルバム1枚をリリースし、92年に解散。ボーイッシュなキャラで、「モン吉」の愛称で親しまれた。その後女優に転じ、テレビドラマ『高校教師』などに出演。98年に音楽活動を再開し、グループ「Babble Bunny」のメンバーとして再デビューした。その後の動向は不明で、芸能界を引退したと推測される。

## 出演

### テレビドラマ
- 天使のように生きてみたい（1992年、TBS）
- 高校教師（1993年、TBS）

### テレビ番組
- オ・ト・ナにして（テレビ朝日）
- はなきんデータH（テレビ朝日）
- しながわ探検隊 J(テレビ東京)

### 映画
- 目を閉じて抱いて（1996年）- 樹里 役